# 路上集0號
『路上集0號』是川嶋愛的演唱會會場限定的企劃專輯。
為了紀念川嶋愛實質上的出道而開始販售。

## 内容
- 此作品為川嶋愛發表了六張迷你專輯、公開自己為I WiSH的主唱ai一段時間之後製作並開始販賣的演唱會會場限定盤。
- 雖然會在演唱會等等的攤位上販賣，但川嶋愛的活動形式仍以參與地方公演或免費活動較多、少以單人形式舉辦，因此並不能確保一定有在販賣，而此作品的知名度也相當低。據說就算有在販賣也是一下子就會賣光了，因此很多人買不到。
- 基本上是從2003年當時維持於絕版狀態的作品群當中選曲，所以並未從一般有在販售的第五張迷你專輯或單曲中收錄歌曲。
- 歌詞卡是一張又白又薄的紙張，歌詞寫在背面。
- 收錄曲全部都是以原版形式收錄，現在在官方網站可以很輕易地取得那些音源。
- 演唱會到場紀念品的意味很強、沒有側標。盒子也和一般的不一樣，沒有所謂的封底。

## 收錄曲
1. 不會飛的鳥（飛べない鳥）
出自第二張迷你專輯。演唱會的必唱曲目，第二張迷你專輯在這張CD發售之前常常被當作會場限定品來販售。
2. 無論何時 （どんなときも）
出自第三張迷你專輯。
3. 天藍色的相簿 （空色のアルバム）
出自第四張迷你專輯。
4. 南十字星
出自第六張迷你專輯。
5. twelve seasons～第4個春天～（twelve seasons～4度目の春～）
額外音軌（隱藏音軌）。在官方和CD沒有記載曲名和歌詞。
雖然是第五張迷你專輯的收錄曲，但收錄在此只是特別贈送而已。

- 全作詞·作曲:川嶋愛